# San Clemente del Tuyú

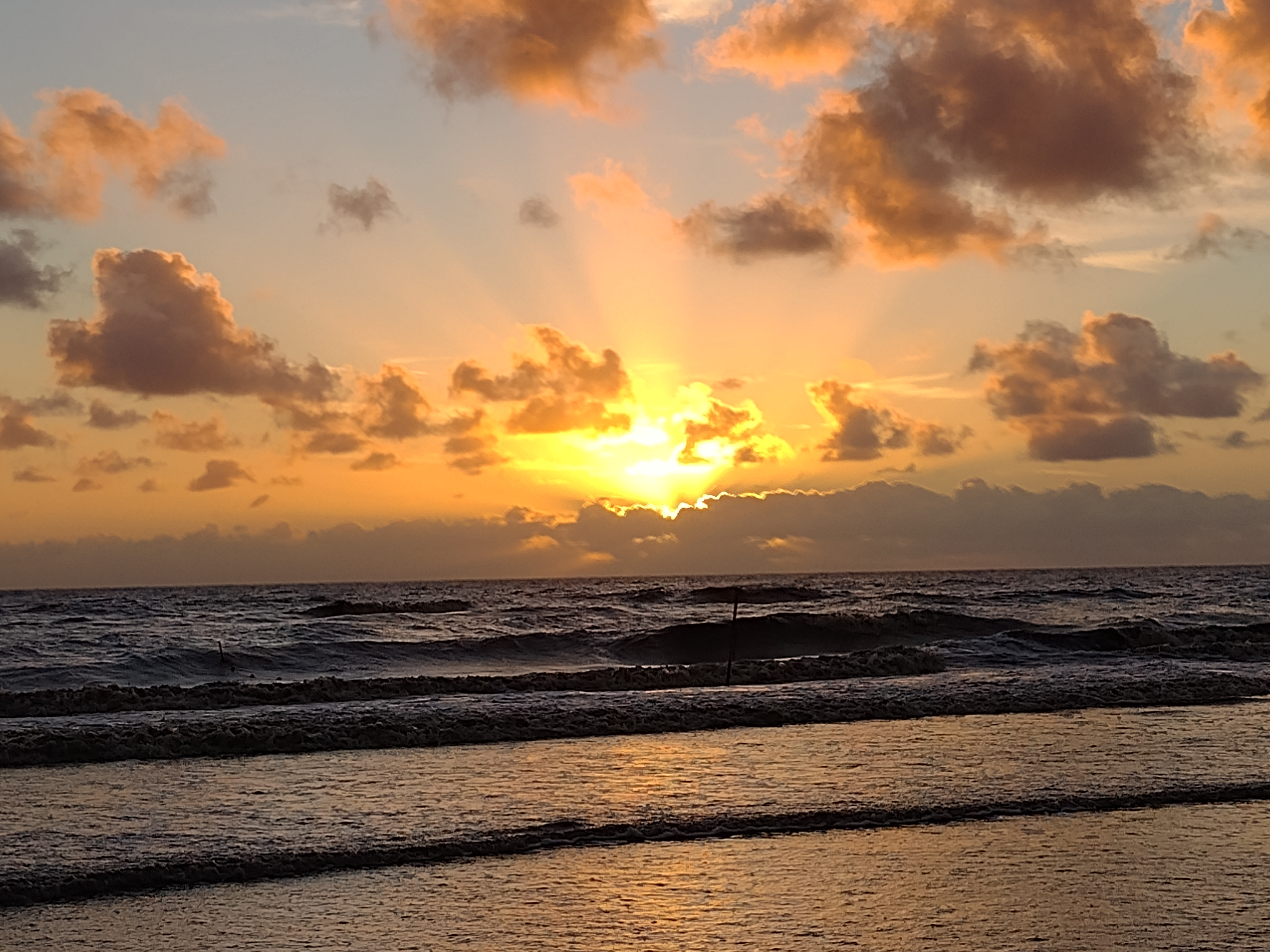
Amanecer en la playa de San Clemente del Tuyú.

San Clemente del Tuyú es una ciudad balnearia y turística argentina del partido de La Costa en la provincia de Buenos Aires. Está ubicada sobre la costa septentrional del Mar Argentino. Limita al noroeste con la Bahía de Samborombón, al este con el Mar Argentino, al oeste con el partido de General Lavalle y al sur se encuentra Las Toninas.

## Historia
En el año 1520 ocurre el primer avistamiento por parte de europeos en la expedición de Magallanes. Fue visto el Cabo San Antonio, llamado de esta manera por ser descubierto en el día de la festividad de San Antonio.
Más tarde, en el año 1580, Hernando Arias de Saavedra —Gobernador de Asunción y nacido allí— realiza una expedición por tierra hasta llegar a Tandil, acompañado por guaraníes evangelizados que le dieron el nombre Tuyú a la región, cuyo significado es 'lodo' o 'barro blanco' en idioma guaraní.
En el año 1744, el padre Tomás Falkner realiza una carta topográfica de la zona. Con el fin de continuar esta carta, el padre José Cardiel nombra a la ría como Ría San Clemente, dado que mientras se estaba ahogando le rezó a San Clemente Romano y un baqueano lo rescató con una soga.

### Periodo Lavallense
En 1861, se debatió fundar una cabecera municipal y se decidió la ubicación de esta en la rivera de la Ría de Ajó.
De allí, se construye el puerto de General Lavalle.
En la década de 1870, el partido de Ajó es próspero gracias a la industria saladeril en General Lavalle.
En 1878, Nicolás Avellaneda manda construir los faros de San Antonio y Punta Médanos (inaugurado en 1902) y la familia Leloir cede un puerto a la Armada Argentina.
En 1891, el partido de Ajó cambia de nombre por el de partido de General Lavalle.
A finales de la década de 1880 y principios de la de 1890, los frigoríficos desplazan a los saladeros, por lo cual la mayoría de la población lavallense emigra y las haciendas pierden valor, por lo que se comenzaron a dedicar a la caza para luego vender lo cazado, o simplemente se dedicaron a la cacería deportiva.
En esta época, el partido de General Lavalle tomó dos políticas de estado:
- Dragado del puerto de General Lavalle, a fin de exportar productos ganaderos, y la creación de una vía fluvial General Lavalle - Buenos Aires.
- La construcción de un ramal ferroviario Dolores - General Lavalle para poder exportar los productos ganaderos utilizando el Puerto de Buenos Aires o bien una comunicación por tierra General Lavalle - Buenos Aires
- En la década de 1920, la mitad de la estancia fue vendida a la Familia Dual y el límite de la estancia de San Bernardo, llegando hasta donde hoy es el sur de Mar del Tuyú.
- Jorge Gibson comienza su tarea de fomento a las playas ajoences.
- 1922: se instalan en la Tapera de Lòpez el joven Matrimonio formado por Manuel López y Magdalena Luero. Manuel se dedicaba a la pesca y ahí construyen saladeros de pescado, ellos tuvieron en ese lugar 12 hijos.
- 1932: se consolida con conchilla el camino de Dolores - San Clemente.
- 1934: Pereira, un capataz de estancia, dispone su chacra para el loteo, luego la familia Leloir cede los predios de lo que hoy es el Vivero Cosme Argerich, un predio al A.C.A. para la inauguración del campamento, un terreno para la iglesia y otro para el convento Inmaculada Concepción.
- Se crea un camino de tierra que comunicaba con la ruta y el balneario es promocionado por el A.C.A. y el diario La Nación. Hoy este camino es la Avenida Talas del Tuyu
- Enero de 1935: llegan los primeros turistas y luego se comenzó a lotear y el pueblo fue inaugurado oficialmente el 23 de noviembre, día de San Clemente Romano, realizándose la primera fiesta patronal, y se eligió a la primera reina de San Clemente, que fue Diana Gibson.
- Verano de 1944: Se otorga el Primer Gran Premio Señora María C. de Arrecchea a la primera Reina de la Playa de San Clemente del Tuyú 1944 Sta. JULIA P. URROZ.[cita requerida]

Entre sus pioneros destacados, San Clemente recuerda a Don José Pereira, quien construyera los reconocidos “ranchos de Pereira”, y fundaría la Sociedad de Fomento, la Sala de Primeros Auxilios y el Hotel Pereira. El primer hotel habría sido el del Señor Victorio Gasparotto, quien comprara un lote y en pocas semanas tendría lista su planta baja. Por su parte, Don Antonio Pérez Navarro (actualmente familia Arévalo, ya que Noemí, una de las únicas hijas que continúa viva en San Clemente, se casó con Manuel José Arévalo, donde actualmente era el mercado de Pérez Navarro ahora se encuentra el bazar Arevalo que cuenta con 64 años de trayectoria en la ciudad) sería a partir de 1939 el mercader del pueblo; mientras Carlos Federico Macías se establecía como médico gaucho y cirujano. Este hombre sería el fundador en 1949 de la Unidad Sanitaria y también su director.

### El San Clemente moderno

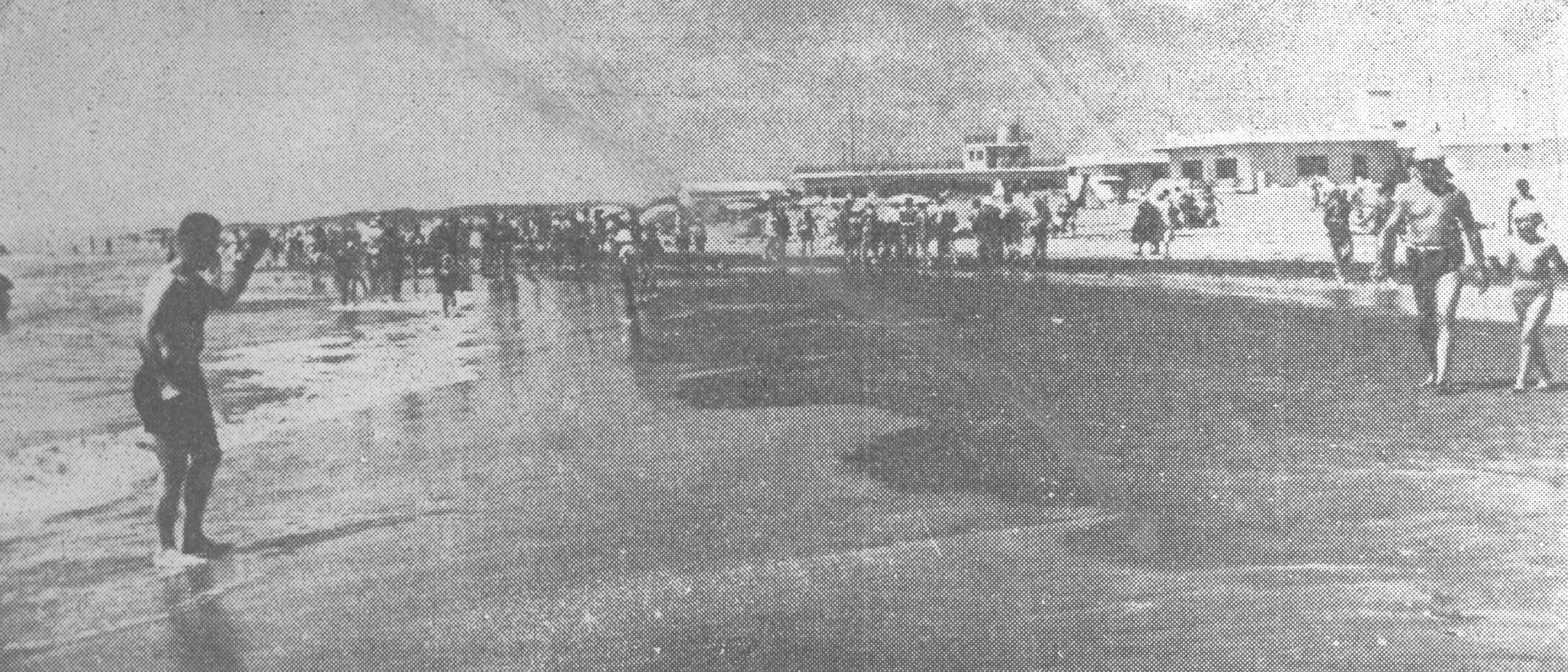
Imagen publicitaria de 1950 que reza: "La suave y vasta playa de San Clemente del Tuyú propicia para el descanso y solaz del bañista."

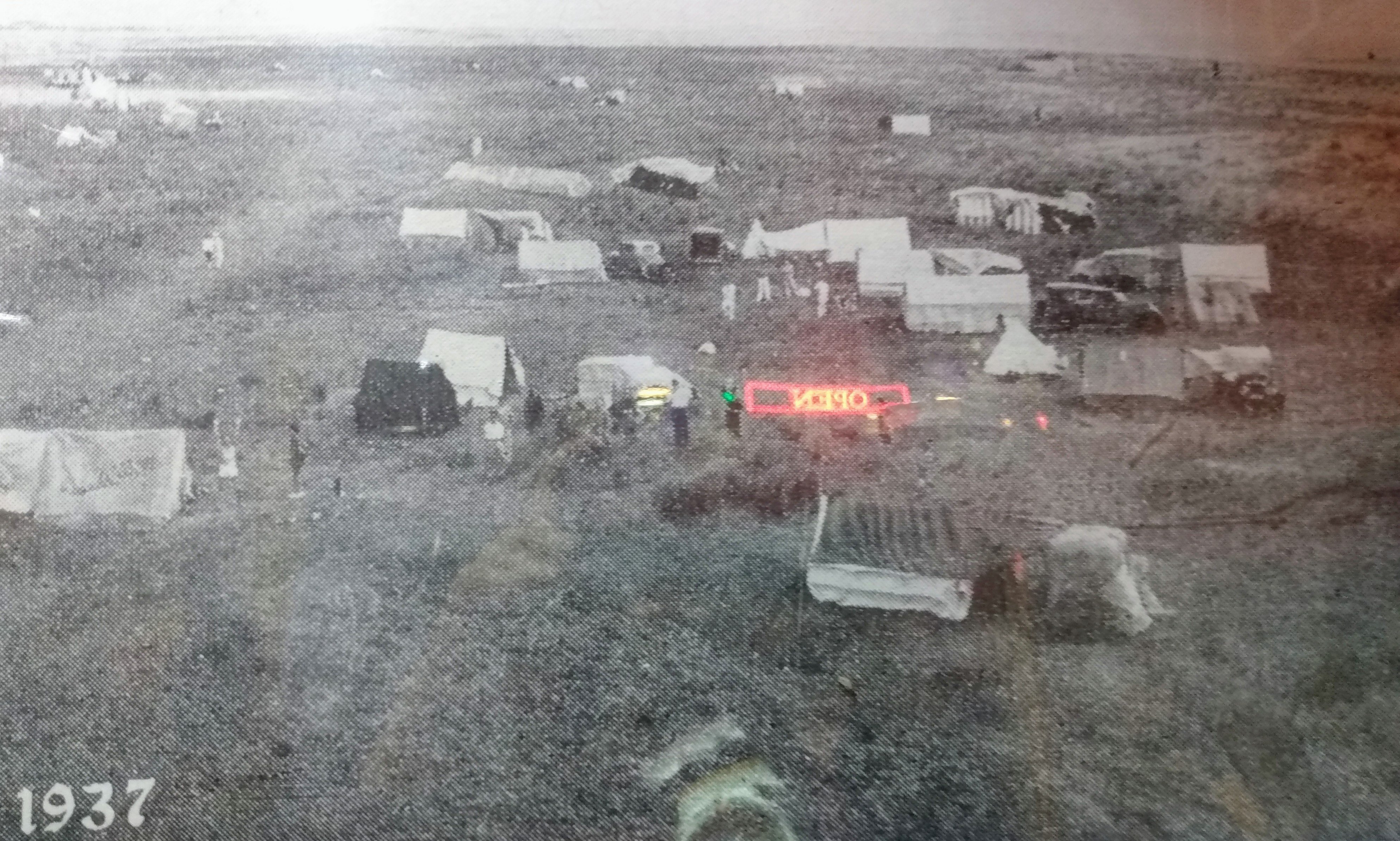
Vista aérea de San Clemente del Tuyú en el año 1937

Al poco tiempo, se inaugura la cooperativa eléctrica que abastecía hasta un horario determinado y a finales de la década de 1930 abasteció de luz las 24 horas del día.
- El 10 de julio de 1945, se rindió el submarino U-530 en la ciudad de Mar del Plata, lo que generó una "psicosis de avistamientos" con epicentro, en un primer momento, en el pequeño pueblo costero de San Clemente del Tuyú. Las Fuerzas Armadas argentinas movieron enormes cantidades de soldados y unidades: barcos de guerra, aviones, sumergibles y hasta gran número de policías locales fueron desplegados a lo largo de la costa durante el mes de julio de 1945.[9]
- En 1949, el presidente Juan Domingo Perón proyecta instalar en la localidad una base de submarinos, la ribera de la Ria San Clemente entra en jurisdicción de la Armada y se construyeron la Avenida Naval (actualmente Padre José Cardiel) y el camino al faro San Antonio, siendo ancha para optimizar el traslado de piezas de ensamble.

Sin embargo, el proyecto no prospera dejando el legado de la gran avenida que optimiza la construcción de barrios en la zona. 
Los habitantes de San Clemente la siguen denominando «Avenida Naval».
- En 1951, unos amigos del barrio de Caballito fundan una empresa llamada Transportes "El Indio", y con dos camiones de tipo guerrero comenzaron a realizar el viaje de aprovisionamiento a la zona del Tuyú. Ellos fueron Héctor J.R.Moragues y Hugo Micone. Junto con ellos empezaron a ir muchos de sus amigos y conocidos del Club Oeste, que se encuentra en la Av. José M. Moreno y Juan B. Alberdi (en el barrio de Caballito), unos fueron solo de vacaciones, otros a invertir. Fundaron el Hotel "Oasis", construyeron los departamentos que están frente a la plaza (antes solo un corral de caballos), instalaron la fábrica de soda, y durante más de 10 años continuaron llevando todo tipo de mercadería a la zona del Tuyú, donde solo se entraba con camiones doble tracción.
- En la década de 1960, se comienza a lotear considerablemente y empiezan las obras de asfaltado.
- En 1970, se inaugura el primer hospital de San Clemente del Tuyu.
- En 1974, se asfalta la ruta interbalnearia, por lo que se convirtió en un centro turístico competitivo.
- El 1 de julio de 1978, mediante la ley de Municipios Urbanos, se crean los partidos de Monte Hermoso, Villa Gesell, Pinamar y partido de la Costa. De esta manera, San Clemente del Tuyú deja de formar parte del partido General Lavalle y comienza a formar parte del partido de La Costa.
- Se establece, como cabecera municipal, a la ciudad de Mar del Tuyú a fin de evitar conflictos entre las tres ciudades más importantes del partido (Mar de Ajó, Santa Teresita y San Clemente del Tuyú). Además, Mar del Tuyú está a medio camino de estas localidades.
- Desde 1978 a 1983, los intendentes del gobierno de facto son Raúl Suazo, Carlos Elicabe y Manuel Arturo Magadán, vecinos reconocidos de las distintas zonas del partido de la Costa
- En 1979, se inaugura el oceanario Mundo Marino, que comenzó a crecer por medio de patrocinadores.
- En 1983, es elegido intendente Juan de Jesús, que continuó con las obras ya iniciadas por gobiernos anteriores de los hospitales de Santa Teresita (Dr. Roberto León Dios) y el de Mar de Ajó (Dr. Carlos Masías). Durante su gobierno, privilegió el turismo social y desarrollo urbano de la zona central (Las Toninas, Santa Teresita, Mar del Tuyú, Costa del Este) y Sur (Aguas Verdes, La Lucila, San Bernardo y Mar de Ajó).
- A partir de 1992, la localidad perdió competitividad, ya que la moneda argentina era compatible con el dólar y la población tendió a buscar centros turísticos más baratos y de mejor calidad o del mismo precio pero con gran calidad.

En esa época, la principal fuente económica de la ciudad fue Mundo Marino.
- En 1994, se filma en la localidad la famosa telenovela "Nano", cuyos protagonistas fueron Gustavo Bermúdez y Araceli González.
- En 1995, asumió como intendente Guillermo Arturo Magadán, con lo que realizó obras de embellecimiento en diferentes localidades y suscribió convenios con el gobierno provincial sobre fundamentalmente los que se referían a obras de saneamiento ambiental (planta depuradora y cloacas) sin descuidar el cuidado de las playas instrumentando el primer programa de recuperación de costas del municipio, privilegiando también el pago de la deuda municipal dejada por gobiernos anteriores que comprometió seriamente el futuro de la comuna.
- En 1997, se inaugura el Parque Bahía Aventura, que no tuvo mucho éxito, a pesar de contar con un elevador panorámico a través del cual es posible ascender a lo más alto del faro San Antonio. Desde allí, en un mirador de cristal, se puede apreciar el magnífico paisaje que los rodea: Bahía de Samborombón, Punta Rasa, el Arroyo de San Clemente, la Ría de Ajó y las ciudades costeras junto a la inmensidad del Océano.
- En 1999, resulta reelecto el Dr. Guillermo Arturo Magadan
- En el año 2001, por el estallido social de diciembre, la temporada veraniega de 2002 fue escasa, por lo que el gobierno realizó ajustes para poder sobrellevar la situación de crisis.
- Dada la devaluación del peso (fin de la convertibilidad), San Clemente pudo competir frente a otros destinos turísticos, y en la Fiesta Nacional de la Corvina negra de dicho año se superaron las expectativas fijadas por las diferentes instituciones.
- La temporada veraniega de 2003 tuvo una considerable mejoría
- Durante este período la economía se encontraba estancada y solo el 10 % de la población del partido de La Costa pagaba sus impuestos producto de la crisis existente.
- En 2003, Juan de Jesús vuelve a ser intendente del partido de La Costa
- Durante las excavaciones realizadas en busca de petróleo, se descubrieron aguas termales, en 2004 comenzaron las obras y en 2005, Bahía Aventura cambia su nombre a "Termas Marinas".
- La temporada veraniega de 2004 fue mejor que la de 2003, por lo que el gobierno mejora los servicios municipales producto de que la gente pagaba los impuestos y tasas que antes no podía como consecuencia de los avatares económicos que había sufrido del país.
- En 2005, se inaugura el parque Termas Marinas, convirtiendo a San Clemente en una economía próspera y reactivada.
- En diciembre de 2007, asume como intendente Juan Pablo de Jesús (hijo del exintendente Juan de Jesús) que comienza con una campaña publicitaria en materia turística y nuevas mejoras reflejadas en obras para las distintas localidades costeras.
- Para la temporada 2008, se registró una baja de precios, ya que centros turísticos de Brasil y Uruguay pudieron competir en calidad frente al resto de la Costa Atlántica, ya que Argentina comenzaba a sufrir un proceso inflacionario.
- En el año 2009, se puso en marcha por primera vez en el Partido de La Costa el Presupuesto Participativo, mediante el cual los vecinos de cada localidad a través de asambleas pueden elegir ellos mismos las obras a realizarse según el presupuesto disponible.
- Durante el 2008 y 2010, la localidad tuvo un cambio vertiginoso, los nuevos accesos a la playa, la puesta en valor de varias plazas, la nueva peatonal y el nuevo acceso a la ciudad.
- En abril de 2017, comenzó la obra de la autovía Conesa - Mar de Ajó, lo cual posibilitará, una vez terminada, un transporte más rápido y seguro desde y hacia las localidades.[11]

## Topografía

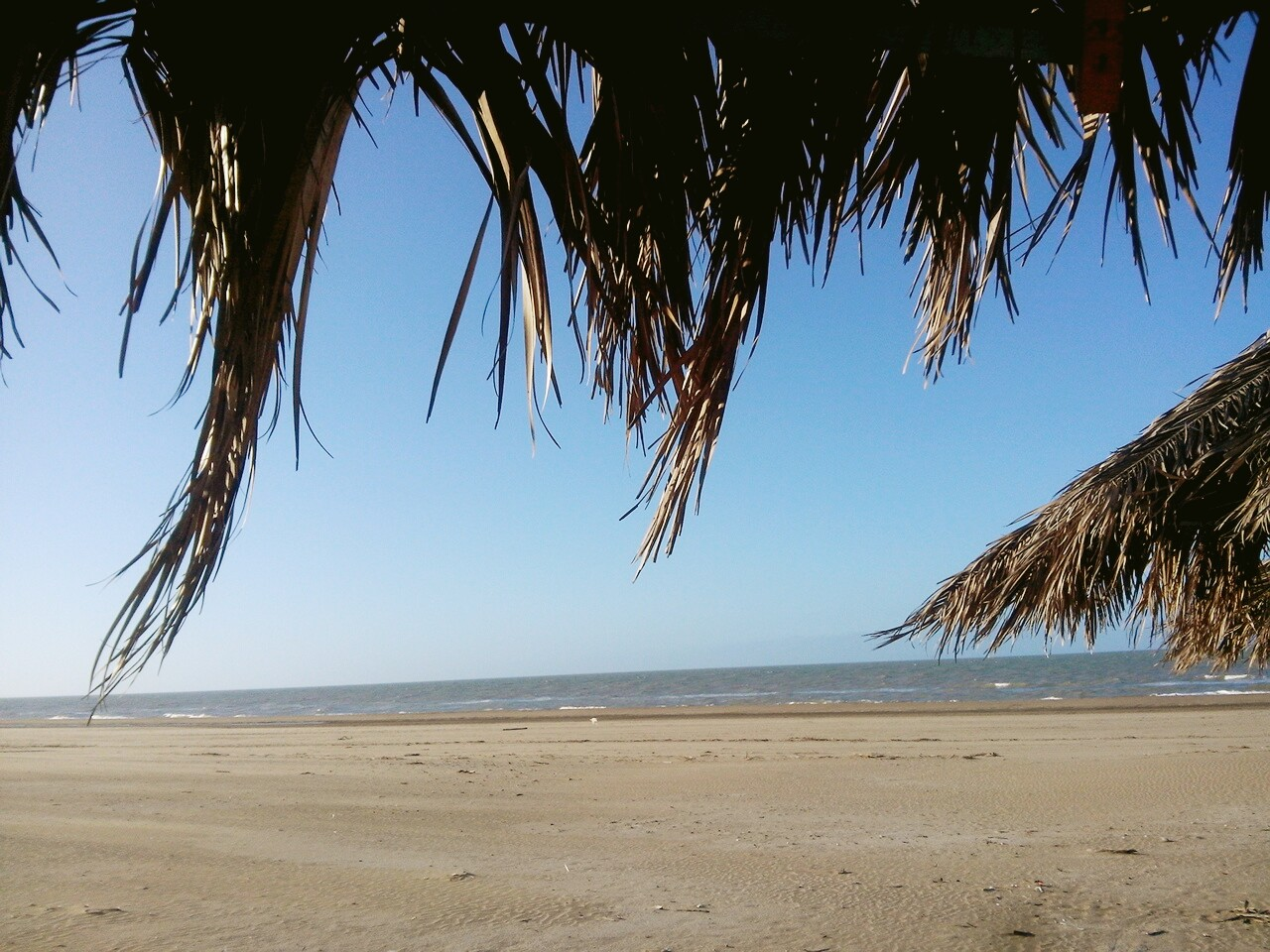
Playa de San Clemente

Frente a las playas de San Clemente del Tuyú, se encuentra el banco de arena San Agustín, formando dunas y frenando las mareas del mar Argentino.
En la ribera de la Ría San Antonio, el suelo presenta características arenosas y la vegetación predominante son los juncos y cortaderas.

Las mareas en la Ría San Clemente varía entre un río navegable a embarcaciones de mediano calado o un río de arenas movedizas.

A diferencia de otros balnearios de la Provincia de Buenos Aires (Las Toninas, Mar del Tuyú, entre otros), San Clemente del Tuyú es el único que no sufre pérdida de las playas y es la única playa en que no merma la cantidad de arena a comparación con los balnearios que le continúan hacia el sur, por lo cual las playas son más abiertas y espaciosas.

## Clima
La temperatura media anual es de 15 °C y la humedad relativa promedio anual es del 85 %. Los vientos soplan a una velocidad promedio en época estival de 12 km/h.

## Comunicaciones
La única forma de acceder a la ciudad es mediante la Ruta 11, en colectivo, arribando a la Terminal de Ómnibus local. La línea de colectivos COS recorre la ciudad realizando el recorrido entre la estación Terminal de Ómnibus y el puerto de la ciudad, contando con servicios que se extienden hasta el acceso a General Lavalle y Termas Marinas.
Por su parte, la línea de colectivos CESOP (Cooperativa Obras y Servicios) cuenta con un servicio interurbano. Su lugar de partida es desde la Terminal de Ómnibus de San Clemente del Tuyú y realiza su recorrido por la Ruta 11 ingresando a los balnearios finalizando en Mar de Ajó, partiendo desde ese mismo lugar nuevamente hacia San Clemente del Tuyú utilizando el mismo recorrido.

## Demografía
Cuenta con 16,413 habitantes (Indec, 2022), lo que representa un incremento del 35,33 % frente a los 12,126 habitantes (Indec, 2010) del censo anterior y un 46,84 % respecto a los 11,174 habitantes (Indec, 2001). Durante el censo de 2001, se había incluido los 162 habitantes (Indec, 2001) de la localidad Chacras de San Clemente, perteneciente al partido de General Lavalle.  
| Gráfica de evolución demográfica de San Clemente del Tuyú entre 1960 y 2022 |
|                                                                             |
| Fuentes: INDEC                                                              |

#### Estudios
Gran parte de la población adulta no posee estudios secundarios finalizados. A pesar de ello, la educación media está en una etapa de crecimiento importante, debido a los altos estándares educacionales requeridos por importantes empresas.

##### Escuelas
En la ciudad existen varias instituciones educativas tanto públicas como privadas.
- EPB n.º2 Serafín Dávila (pública)
- EPB n.º1 General José de San Martín (pública)
- Escuela Ceferino Namuncurá (privado)
- Escuela Media n.º 203 (pública)
- Escuela de Enseñanza Media n.º1 con orientación en artes (Bellas Artes)
- Colegio Inmaculada Concepción (privado)
- Instituto José Manuel Estrada (privado)
- Escuela Especial n.º 502 (pública)

##### Educación para adultos
Escuela para adultos:
Se dicta un curso especial para adultos mayores de dieciocho años que no han finalizado los estudios en la Escuela de Educación Media N.º 203. Este establecimiento cuenta con secundario para adultos en el turno nocturno.
- Escuela Primaria para Adultos:

Es un curso acelerado de 9 grados divididos en tres ciclos 1.er. ciclo (1.ª, 2.ª y 3.ª) 2.º ciclo (4.ª, 5.ª y 6.ª) y 3.er. ciclo (7.ª, 8.ª y 9.ª). La casa central de esta escuela funciona en la escuela 3 José de San Martín y cuenta con dos anexos en la Sociedad de Fomento Barrio Juan XXIII y en la Escuela Municipal de Bellas Artes. En la casa central se dictan los tres ciclos y cada ciclo cuenta con un docente y tercer Ciclo cuenta con 2 docentes
En la Sociedad de Fomento y en la Escuela municipal de Bellas Artes, la escuela cuenta con un docente para los tres ciclos.
[cita requerida]

#### Educación terciaria y universitaria
En el partido de La Costa existe una amplia oferta de educación superior. En el caso de San Clemente del Tuyú, en 2017 se inauguró el Instituto de Educación Superior en Bellas Artes, anexo a la escuela de Bellas Artes. En él se pueden estudiar las carreras de Profesorado en Música y Profesorado en Artes Visuales.
[cita requerida]

#### Situación económica
La población es (en su mayoría) clase media trabajadora.
Los trabajos a los que se dedica la población son: Comercio, gastronomía, construcción, contratistas y pesca. Estos trabajos (generalmente) suelen ser solo en temporada. En los sectores donde la población tienen trabajo estables son docentes, policías y empleados municipales
[cita requerida]

#### Religión
La religión católica es la religión mayoritaria y su iglesia es San Clemente Romano, con una capacidad de trescientos fieles.[cita requerida]
La localidad tiene once iglesias evangélicas que reciben trescientos feligreses.[cita requerida] La iglesia Bautista del ministerio Jesús concentra ciento cincuenta fieles y el resto se distribuyen en otras iglesias.[cita requerida]
También hay una comunidad de Testigos de Jehová.[cita requerida]
Existen misioneros mormones que fundaron una iglesia.[cita requerida]

## Economía
Las principales actividades económicas son: el oceanario Mundo Marino y el complejo termal Termas Marinas. Además, los sectores que dan mejor producción a la economía local son el turismo veraniego, el turismo de fin de semana y la pesca.
Las actividades secundarias son el turismo estudiantil, el turismo de año nuevo judío y la pesca artesanal.
[cita requerida]

### Actividades secundarias
- Turismo Estudiantil: algunos contingentes de Buenos Aires y provincia de Buenos Aires llegan exclusivamente a Mundo Marino con el objetivo de afianzar la convivencia en los viajes de egresados.

Entre los meses de agosto a diciembre, llegan contingentes de egresados de estudios primarios desde el interior del país.
- Pesca Artesanal: se obtiene mediante la instalación de Tramayos desde el muelle con mediomundos o con caña desde el sector cañas del mismo establecimiento. Igualmente, se usan gomones para dicha actividad. La pesca artesanal es para el consumo interno.

## Turismo
San Clemente del Tuyú es de por sí uno de los Balneario (América Latina)|balneario]]s de la costa Argentina merced a sus playas y dunas, a esto sumado el de la pesca deportiva. En sus proximidades, se encuentran áreas naturales protegidas, por lo que la fauna y flora natural se mantienen en un aceptable estado de conservación. Hacia el norte se ubica Punta Rasa, la cual tiene como objetivo resguardar una de las estaciones de descanso y alimentación que utilizan las aves migratorias en sus largos viajes. Hacia el oeste se encuentra el Parque Nacional Campos del Tuyú, creado primordialmente para preservar las que eran últimas poblaciones de ciervo de las pampas o venado pampeano de la provincia. Además, San Clemente del Tuyú se la llama como la "Capital turística de la región".[cita requerida]

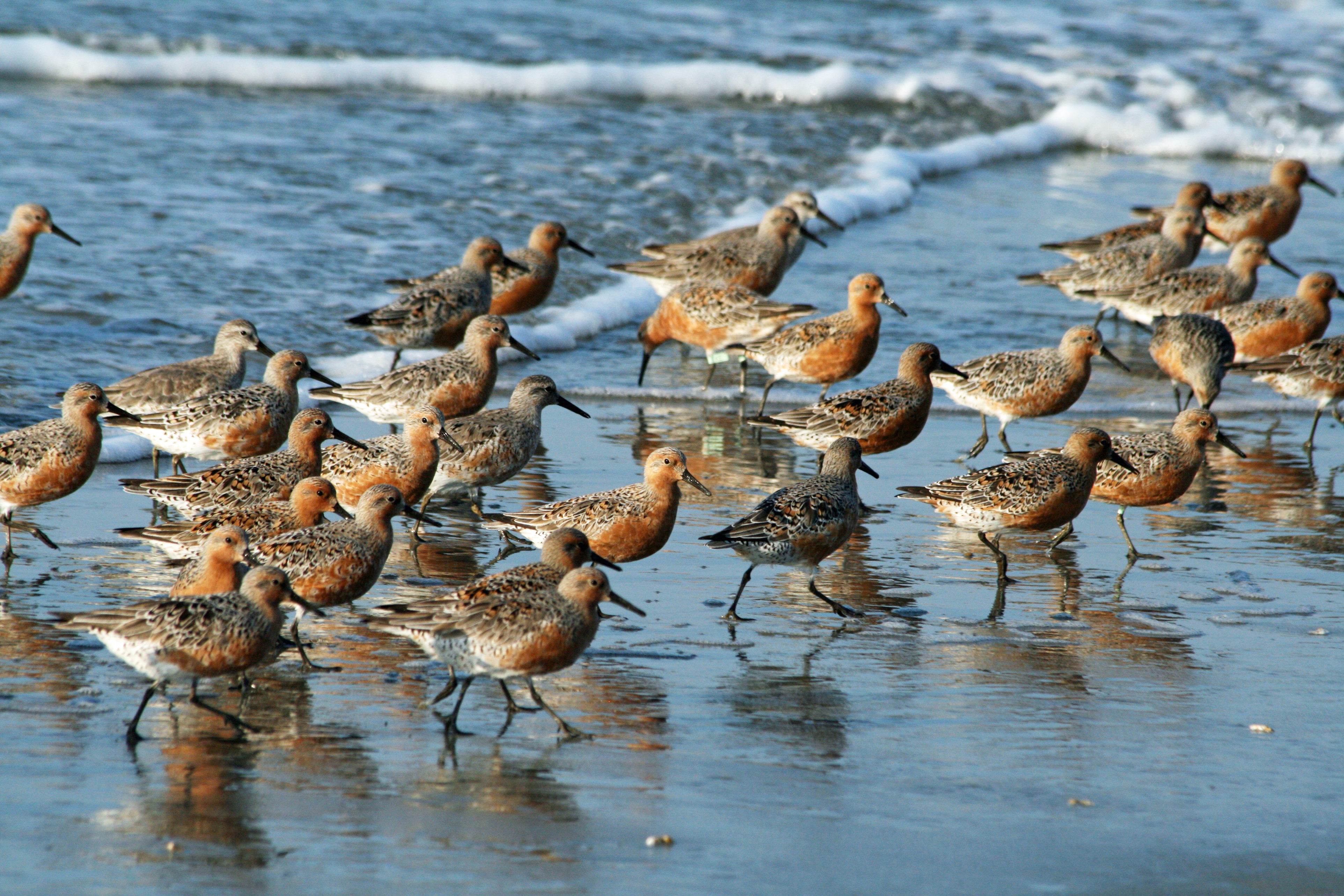
Para las aves migratorias, Punta Rasa es una importante estación de descanso y alimentación en sus largos viajes.

### Vivero Cosme Argerich
Es un complejo turístico compuesto por un parque con atractivos y por una escuela que se encuentra en la otra mitad cruzando la Avenida III (principal avenida de San Clemente), un club social y deportivo.
En todo, el complejo existen aproximadamente 180 000 árboles de diferentes especies pero predominan los eucaliptos.
- Parque: cuenta con parrillas con mesas, un escenario para eventos artísticos o para danza, baños públicos, capilla, juegos infantiles, zona de plantines, el sector de inmigrantes, una calle principal y caminos.

Se celebra el 21 de septiembre, el día del estudiante, el espectáculo del teatro negro, el cual se realiza a la noche en el parque.
- Escuela municipal de Bellas Artes: es una escuela con orientación a todas las artes, ya sean escénicas o plásticas. Esta escuela es un secundario y ha ganado varios concursos educativos.

Si bien en los últimos años ha incrementado el número de matrículas de dicho establecimiento, aún no obtiene el respeto de sus habitantes y localidades vecinas, quienes con lucha y esfuerzo mantienen vivo el predio; la escuela ha luchado en reiteradas ocasiones por su continuación y es importante destacar el equipo de docentes que día a día aportan para que los alumnos egresados puedan nutrirse en la rama artística lo más que puedan.
Allí también funciona el centro cultural Manuel Dorrego, un centro cultural destinado a dictar cursos de todo tipo (dibujo, pintura, tallado, yoga, danzas folclóricas, escultura, cerámica, computación, tango, etc.), con el fin de extender la cultura y el estudio para un bien común en la comunidad.
- La biblioteca: la escuela cuenta con una completa biblioteca, ésta está abierta a la comunidad por las tardes en todo el año lectivo, con excelente atención.
- El Club Social y Deportivo Cosme Argerich: cuenta con canchas de fútbol, tenis y baloncesto.

[cita requerida]

### Dunas

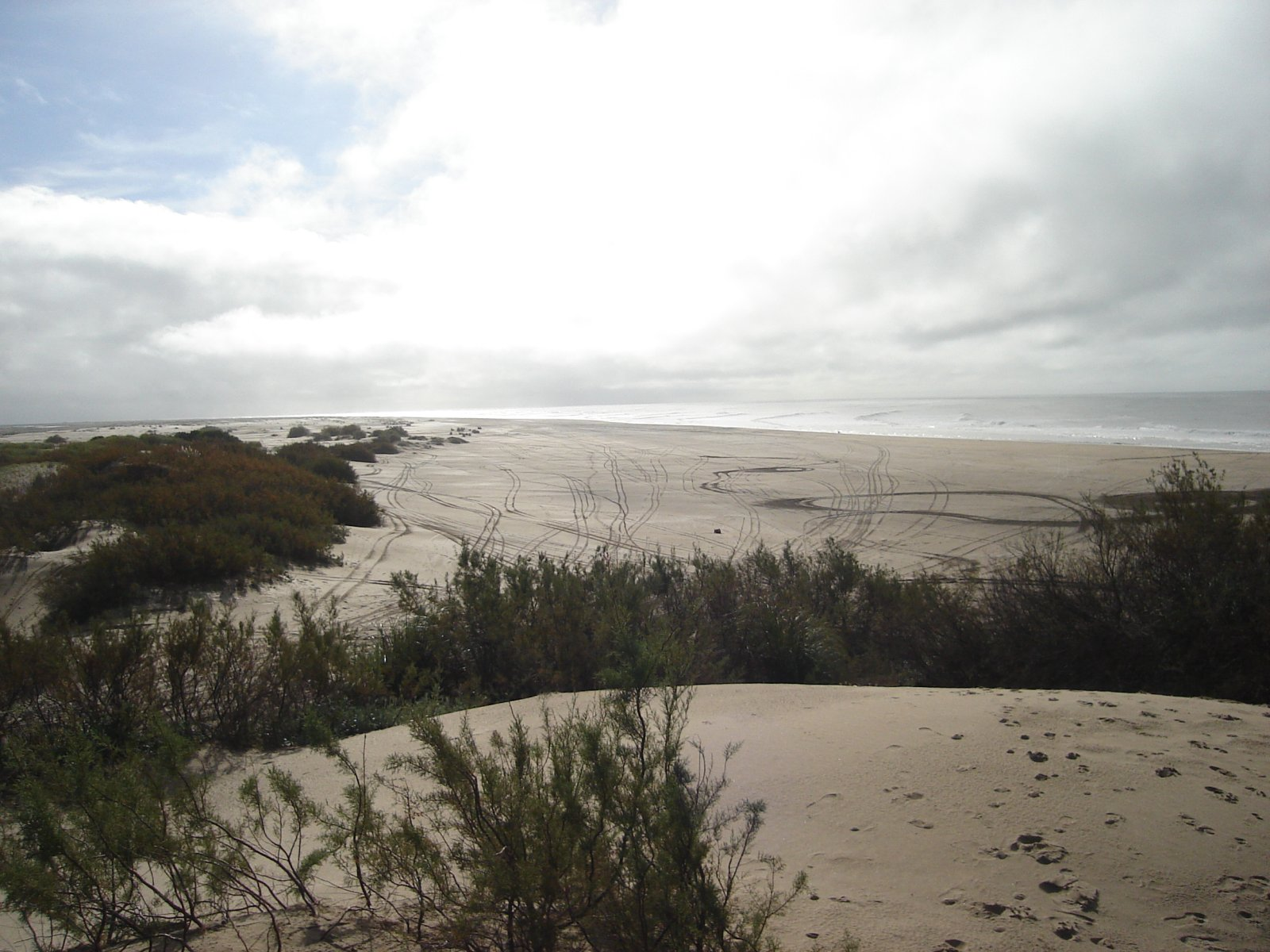
Dunas de San Clemente

Las dunas que lindan al mar es la primera advertencia al turista que desea disfrutar de las playas.
Las dunas pueden llegar a medir 10 m y cuentan con vegetación plantada y varía ante los acontecimientos naturales con mucha facilidad.
En algunas zonas la Avenida Costanera se constituye sobre la base de la duna y en algunos sectores es totalmente llana.

### Muelle de Pesca
Su espigón mide 250 m, de los cuales 100 son exclusivos para pescadores. Construido en 1967 e inaugurado en la temporada de 1968, en hormigón armado, tiene una altura variable entre 4 y 6 m. Cuenta con alumbrado, alquiler de cañas, mediomundos, carnada, refugios, baños y un restaurante, desde donde se contemplan la ciudad y el mar. La pesca deportiva ha dado lugar a que se célebre la fiesta nacional de la corvina negra.[cita requerida]

### Faro San Antonio

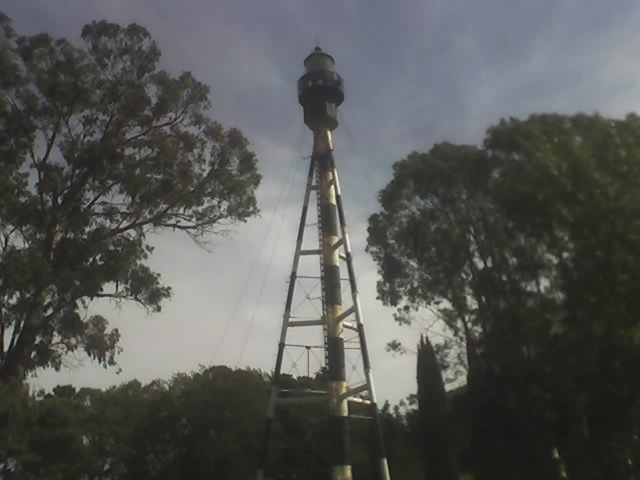
Faro San Antonio

Ubicado al norte de San Clemente del Tuyú, en la punta norte del cabo San Antonio, denominada Punta Rasa. Fue inaugurado el 1 de enero de 1892 (133 años). La torre de hierro tiene 58 m de altura y su luz se observa desde el mar hasta una distancia de 46 km y para ascender al punto más alto se debían subir 298 escalones (actualmente existe un elevador para facilitar el ascenso). Cuando se inauguró, el equipo luminoso era a gas; actualmente es alimentado a corriente eléctrica (220 V), una lámpara de 500 W y el equipo óptico concentrador de luz. El motivo de su construcción fue darle al navegante un punto de referencia en tierra que indica la punta sur de la bahía de Samborombón, en la provincia de Buenos Aires.
El faro es atendido por personal de la Armada Argentina y el organismo responsable es el Servicio de Hidrografía Naval, a través del Departamento de Balizamiento. Este faro puede visualizarse a una distancia de 20,1 millas desde la costa (cada milla equivale a 1852 m).
[cita requerida]

### Leyendas
Según antiguas tradiciones, en estas tierras se encuentra enterrado el célebre payador Santos Vega, que inspirara el poema de Rafael Obligado y la novela de Eduardo Gutiérrez, entre otras obras.[cita requerida]

### Fiestas y Eventos
- Fiesta Nacional de la Corvina Negra, en el mes de octubre.
- Encuentro provincial de payadores y artistas populares en el mes de febrero.
- Fiesta de San Clemente Romano, se celebra en el mes de noviembre y conmemora el aniversario de San Clemente del Tuyu.

### Mundo Marino
Fue el primer oceanario de la Argentina y el más importante de Sudamérica, siendo uno de los trece en el mundo que exhibe orcas. Con espectáculos de mamíferos marinos, shows didácticos y ecológicos, y una amplia variedad de especies de fauna y flora costera y un variado menú de opciones para los turistas.
Está ubicado en la ciudad de San Clemente del Tuyú, Provincia de Buenos Aires, Argentina. Es además uno de los destinos turísticos recreativos más conocidos y exitosos del país. Su importancia y prestigio es también reconocida en varios países de la región. Tiene 40 ha de parque para recorrer con distintas atracciones y shows.
En el año 1962, Juan David Méndez viajó a Estados Unidos y quedó fascinado por la gran cantidad de acuarios que allí existían, al igual que por el grado de adiestramiento que podían obtener los entrenadores con ciertas especies marinas, en especial delfines y lobos marinos.
En 1969, la familia adquirió un lote de 18 ha de tierra firme en San Clemente del Tuyú para comenzar a trabajar con el cuidado de los animales enfermos que aparecían por la zona, y que luego de su curación eran devueltos al mar. Así, y luego de un gran sacrificio familiar, el proyecto de la construcción del acuario comenzó a cobrar vida lentamente. En el año 1977, Mundo Marino ya tenía su primer delfín y, recién en la temporada veraniega de 1979, abrió sus puertas al público con piletas de lobos marinos, peces y delfines. Y a partir de ese año, Mundo Marino fue creciendo. Por sus instalaciones pasaron varios delfines, lobos marinos y hasta tres orcas. Este oceanario también logró que una orca quede preñada, dos veces.

#### Atracciones
Estadio del Mar: un show de orca y delfines donde los entrenadores muestran como a través de los juegos, premios y mimos, se comunican y entienden con los delfines y la orca de más de 3 t
Estadio de Lobos Marinos: en este estadio, los lobos, elefantes y leones marinos, junto a sus entrenadores presentan el espectáculo llamado "El Loboratorio".
Teatro Sorpresa: presenta la obra Los Canta cuentos de Pinguy y Orky.
Albergue de Pingüinos: en este lugar se halla una colonia reproductiva de pingüinos en una recreación de su hábitat natural.
Bahía de Lobos: en este exhibidor de ambiente natural, entre piedras y cascadas se puede alimentar y observar a los lobos marinos.
Encuentro submarino: se puede disfrutar de la observación de cetáceos a través de la ventana panorámica de una importante pileta de 30 m de diámetro. Esta pileta alberga a los cachorros de delfín que cada año nacen en Mundo Marino.
Safari Terrestre: desde 2005, es una expedición guiada al salvaje mundo natural para descubrir cómo los animales, las plantas y el ambiente se relacionan para conformar un hábitat agreste.
Imagen Show: el legado de la Naturaleza. Un espectáculo multivisión con 18 m de pantalla, acerca de la fauna marina y algunos rescates.
Kyboko Nyumba (Casa de Hipopótamos): los visitantes pueden contemplar de cerca a cuatro simpáticos hipopótamos en una zona ambientada entre plantas, troncos, piedras y agua.
Lago Paraíso: en este mágico lago con cascada se puede observar coloridas aves, flamencos, peces y flores, mientras pasea recorriendo su gruta y puentes.
Las Aventuras del Nautilus: el Capitán Nemo y sus intrépidos marinos lucharan a bordo del Nautilus contra un calamar gigante.- Mientras divertidos personajes conquistaran a los visitantes con canciones y proezas en embarcaciones acuáticas.
[cita requerida]

### Termas marinas
Es un complejo termal de agua salada que cuenta con mesas y sillas para el esparcimiento y en verano la zona de mesas y sillas cuenta con servicio de buffet restaurante, un centro comercial, un cine donde se emite el espectáculo de "Alas de la Bahía", clases de gimnasia, spa, casting, rutina de ejercicios, subir al faro de San Antonio, avistaje de aves y visitas guiadas.
Poseedor de aguas mineromedicinales destacadas por su alta temperatura y su contenido de sales, cloruros, sulfatos, hierro, calcio, magnesio y sodio, el joven complejo Termas Marinas comienza a figurar entre los principales atractivos de la Costa Atlántica atrayendo a numerosos contingentes turísticos hasta su pintoresco predio. Este tipo de aguas se emplea en el tratamiento de múltiples procesos patológicos y en la prevención y recuperación de afecciones diversas. Entre sus efectos benéficos puede mencionarse el que:
- Tiene efectos revitalizadores sobre células y tejidos.
- Obtiene resultados analgésicos y antiespasmódicos.
- Depura la sangre.
- Reactiva el metabolismo.
- Su alto PH es benéfico y se puede utilizar para el tratamiento de enfermedades de la piel.
- Puede combatir contracturas e hipertonía muscular.
- Los baños entre 30 y 34 °C mejoran la circulación sanguínea.
- Los baños entre 35 y 37 °C son sedantes.
- El hierro y el manganeso contribuyen a mejorar procesos de piel como secuelas del sistema nerviosos. Un ejemplo de este tipo de enfermedades muy común es la psoriasis de piel, ya que detiene el crecimiento de dicha enfermedad crónica.
- La presencia de sulfatos es beneficiosa para las afecciones crónicas respiratorias, por ejemplo, el asma.

Cuenta con distintas piscinas :
- Piscina para bebes: es apta para los menores de tres años y el agua es más fresca que la habitual. Cuenta con pelotas para el esparcimiento del niño.
- Piscina Recreativa: está a 35 °C y cuenta con tablas de natación, flotadores, redes y se puede practicar vóley acuático y waterpolo.
- Piscina mediterránea: la temperatura supera los 35 °C pero es a la intemperie.
- Piscina Caribeña: supera los 35 °C y se encuentra techada.
- Piscina invernal: es climatizada y la temperatura supera los 40 °C es apta para mayores de 11 años.

El tiempo ideal para sumergirse en la piscina invernal es de 5 minutos y descansar el doble mientras que en el resto de las piscinas el tiempo es de 15 minutos y el doble de descanso.
Centro Comercial: la arquitectura de los comercios en el parque temático es de estilo del renacimiento alemán aunque se mezcla con el neoclásico de finales del s. XIX y principios del s. XX.
Cuenta con MaxiKiosco y puesto de diarios y fotografía, platos regionales, artesanías y talabartería, aquí es el único lugar en la localidad de San Clemente del Tuyú donde se pueden encontrar artesanías de tango y un local para degustar platos regionales como el jabalí en escabeche.
- Cine: el espectáculo de "Alas de la Bahía" trata de la fauna del lugar y de las distancias que recorren las aves migratorias. Cuenta con museo que aclara los temas mencionados en el espectáculo alas de la bahía.
- Clases de Gimnasia: se emiten dos veces diarias sobre ejercicios de relajación y su duración es de media hora.
- Spa: aquí se pueden dar barroterapia y terapia de aceites.
- Kartings: hacen un recorrido entre los árboles aunque se puede escoger la forma de Karting bicicleta, el tiempo mínimo es de media hora y solamente se puede transitar por los caminos.
- Rutina de ejercicios: es en tres niveles de dificultad de desplazamiento a lo largo de 1 km caminando, trotando o corriendo y los ejercicios se dan en las paradas dependiendo del nivel de dificultad.
- Faro San Antonio: se sube en un ascensor, desde la atalaya se ve la bahía de Samborombón y la ciudad de San Clemente del Tuyú aunque muy raramente siendo el día despejado se puede ver la costa de Uruguay.
- Avistaje de aves: las aves se pueden apreciar desde el Faro San Antonio o del mismo parque y además el parque cuenta con largavistas para dicha actividad.
- Visitas Guiadas:

- Sobre la formación del parque y del faro de San Antonio
- Sobre la creación del paisaje de Termas Marinas
[cita requerida]

### Reserva Punta Rasa

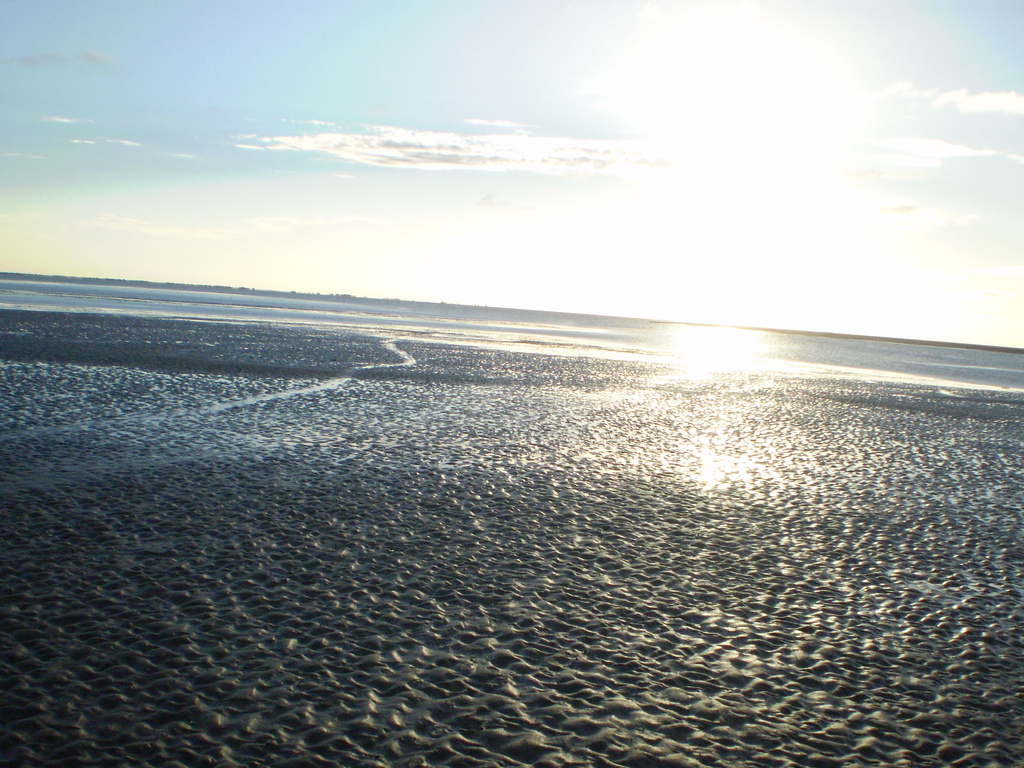
Punta Rasa, San Clemente del Tuyú.

Es una reserva ubicada en el punto donde el Río de la Plata desemboca en el mar Argentino, se puede diferenciar fácilmente la costa del mar con un fuerte oleaje de la del río con aguas más calmas; en este sitio se encuentra gran cantidad de aves autóctonas y migratorias; es una zona de aguas salobres con cangrejales.[cita requerida]

### Tapera de López
La tapera de López tiene este nombre porque ahí, se asentaron en el año 1922, Don Manuel López y su esposa Magdalena Luero. Ellos ahí tenían saladeros de pescado adonde procesaban y ahumaban el mismo. Vivían en una casilla de madera, realizada sobre pilotes ya que las crecidas de la ría Ajo eran muy violentas y rápidas, en ese lugar el matrimonio tuvo 12 hijos y sin dudas son considerados también como "Fundadores" de San Clemente del Tuyú. El Sr Manuel López en el año 1940 construyó un hotel llamado primero Plaza y después "Familiar".
Actualmente la "Tapera de López" es un anexo náutico recreativo del Club de Pesca, Náutica y Fomento de San Clemente del Tuyú, situado en la ribera este de la Ría San Clemente, apartado del pueblo mencionado aunque cercano al mismo. Se accede por un camino de tierra y arena, mayormente en condiciones. Desde ese punto se puede apreciar la desembocadura de la Ría San Clemente. El ingreso es gratuito para socios del Club, mientras que el público en general debe abonar una entrada (bastante económica) por persona y por día.
Cuenta con parrillas, mesas, juegos infantiles, estacionamiento, cancha de fútbol, guardería náutica, puesto de Prefectura Naval Argentina y un restaurante/ proveeduría. Se pueden practicar un variado tipo de deportes náuticos (canoa, kayak, ski, vela, kite-surf, remo). La navegación deportiva con motor está permitida, de hecho la bajada de lanchas es la única permitida en toda la localidad. En este complejo es permitido pescar y el agua es salobre, y si bien las instalaciones son modestas representa un excelente paseo para todas las edades.
[cita requerida]

### Museo de artesanía regional
- Dinámico Regional y el Museo Regional de Ciencias Naturales e Histórico.

Allí puede encontrarse con un trabajo de investigación e historia natural de la zona,
un trabajo de relevamiento e historia del lugar desde sus comienzos, fundación y actualidad.
[cita requerida]

### Misas del Padre Mamerto Menapace
En la localidad es la estancia de veraneo del Padre Mamerto Menapace, quien consiguió renombre escribiendo junto a René Favaloro y Luis Landriscina su libro Diálogos de honor. El Padre Mamerto Menapace preside sus misas con un particular estilo literario y con un toque de humor.
Las misas se dan en el Complejo Inmaculada Concepción, que cuenta con una capilla réplica de la anterior traída por el Vaticano en el año 1935 de material de corlok. También este complejo, durante todo el verano, sirve de veraneo para monjas, y cuenta con servicio sacerdotal, alojamiento a bajo costo y parrillas.
[cita requerida]

### Vida nocturna
Existen dos discotecas bailables y diversos bares y pubs, la mayoría de estos en la zona céntrica en la calle 1 (peatonal). Si bien hay gran variedad durante la temporada, la mayor parte de estos lugares abren al público sólo en temporada veraniega, ya que en el resto del año la población de la localidad se reduce considerablemente y la oferta lo hace en igual medida. 
[cita requerida]

## Playa Grande
En el camino al barco hundido se desarrolla un loteo de 14 manzanas de frente marítimo por 7 de fondo, llamado Playa Grande, el cual se encuentra a 500 m del ejido urbano separado por una reserva, del lado marítimo, y unas tierras fiscales hacia el oeste. Está unido con el resto de la localidad únicamente por la Avenida III.
El loteo de Playa Grande data de 1978. Los lugareños la llaman la playa del barco hundido o Filsa ya que la empresa que realizó dicho loteo lleva ese nombre (Financiera Inversiones y Loteos S.A.) Cabe destacar que recientemente una empresa de inmobiliaria llamada Altos del Mar se ha instalado en este sector y han comenzado la construcción de un barrio semicerrado ubicado entre Playa Grande y la Ruta Interbalnearia.
Para el futuro, un grupo de vecinos de Las Toninas ha propuesto en el presupuesto participativo de dicha ciudad, un camino que una a esta localidad con Playa Grande (San Clemente) por dentro, como alternativa a la salida a la ruta, y así mejorar la comunicación y tiempo de viaje entre estos dos balnearios y el resto del partido de La Costa. Este camino sería una extensión de la avenida III desde Playa Grande, hacia Las Toninas. El proyecto avanza lentamente pero existe voluntad de concretarlo.

### Naufragio
El del "Her Royal Highness", ("Su Alteza Real"), construido en Quebec (Canadá) en 1865 por uno de los más afamados armadores de buques de esa época. Navegando hacia los mares del sur, encalló en 1883 a 13 km del cabo San Antonio.
H.R. Highness. 14 de marzo de 1883, capitán Griffith George y en lastre, con destino Valparaíso, se vara a 8 km al sur de San Clemente del Tuyú. La nave sufrió graves daños en casco y mesana que impidieron su reflotamiento, motivo por el cual se rescataron efectos de los tripulantes y documentos de la nave. El desmantelamiento fue comprado por la familia Gibson -propietarios de la Estancia Los Ingleses- y por esa razón, en la citada estancia se conserva el botiquín de la nave en perfecto estado.

Se lo llama comúnmente “barco hundido”. Se lo puede ver cuando la marea baja, y sólo emergen sus cuadernas. Es un lugar muy elegido por los pescadores, dado que en él se encuentran gran cantidad de mejillones que atraen sin duda a gran variedad de peces, el acceso por auto es complicado dado que debido al viento los caminos se tapan de arena y es complicado avanzar, es por ello que es más conveniente ir por la playa. Se llega caminando a aproximadamente 1 hora del centro.[cita requerida]

## Plazas de interés para el Turista

### Plaza Ciudades Hermanas
Rebautizada con el nombre de Plaza San Clemente California, debe su actual nombre a la ciudad hermana homónima estadounidense, fue remodelada en el año 2009 en el programa de puesta en valor de espacios públicos del partido de La Costa. Cuenta con bancos de madera, amplios canteros forestados y en el centro un grupo de mástiles donde se colocan las banderas según los eventos a realizarse en la localidad. Antiguamente se emplazaba un monumento con los escudos de las ciudades hermanas.[cita requerida]

### Plaza de los Pioneros
Cuenta con arbolada y senderos en madera, un monolito que la identifica, un señalador de calles especial que divide la Avenida San Martín y la Calle 9, además de juegos infantiles y lámparas tipo apolo.
En el centro de la plaza se encuentra un pequeño obelisco donde están identificadas las familias que se radicaron en esta localidad desde su fundación en 1935 y 1960.
Se tiene previsto que por la zona donde emerge esta plaza se construirá el Museo de los Pioneros.[cita requerida]

### Plaza José Pereira

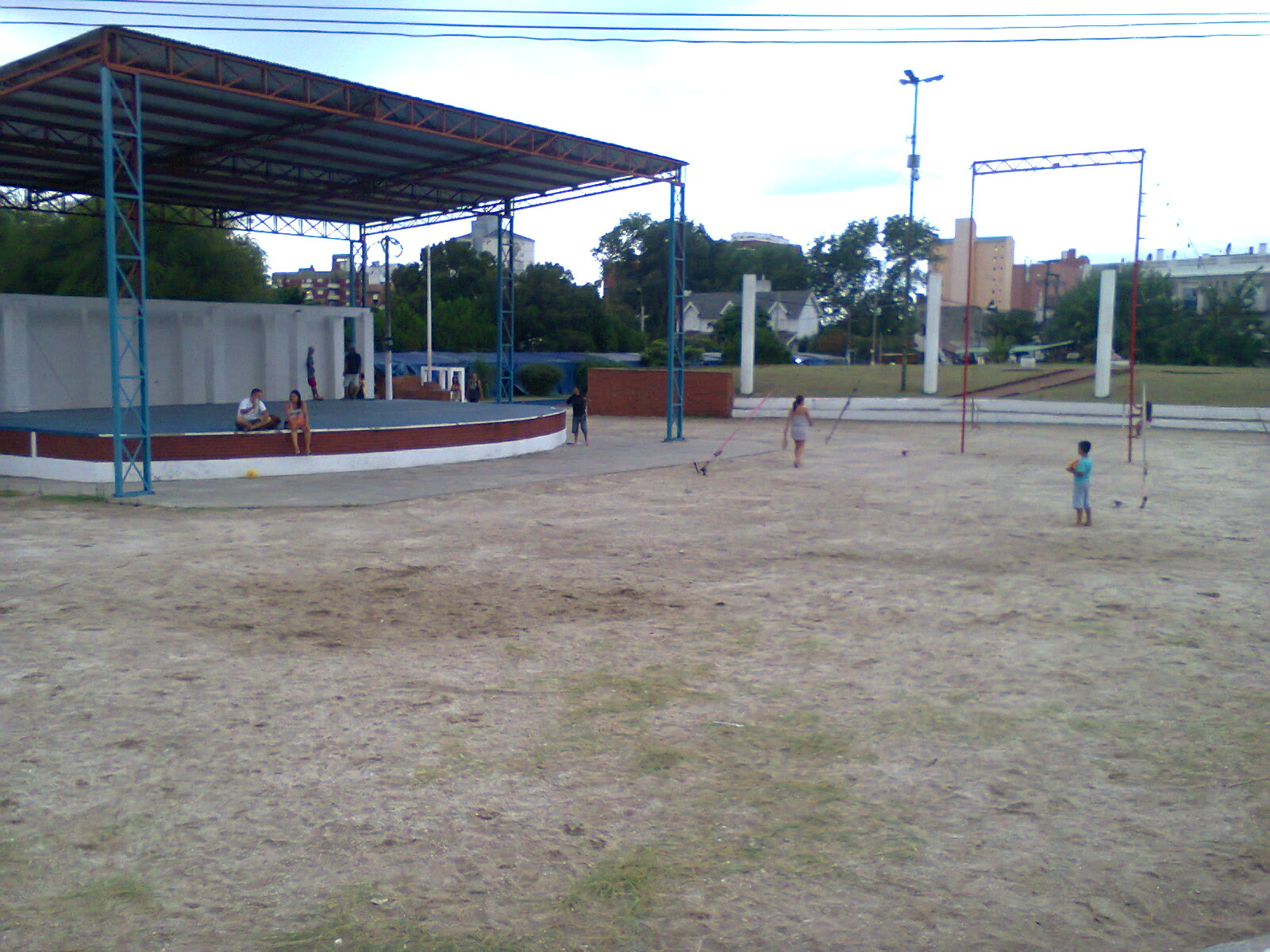
Anfiteatro de la Plaza Pereira

Es la plaza principal del pueblo aunque no está rodeada de los edificios de gobierno ya que la urbanización del balneario es moderna.
La Plaza cuenta con escenario y anfiteatro, juegos infantiles, jardines de césped, senderos y el Monumento a la Madre.
En época de período turístico, ésta cuenta con la feria artesanal más grande de la localidad.
En la Fiesta Nacional de la Corvina Negra (noviembre) se utiliza el escenario para los números artísticos, hay puestos de todo tipo y la mayoría de las veces se corta la calle 62 (Manuel Arturo Magadán) porque se concesiona un puesto gastronómico central.
En temporada el escenario de la plaza Pereira se usa para algunos eventos en los que cantan artistas locales y frecuentemente toca el cantautor Ignacio Copani, en los últimos años, también, han concurrido al lugar innumerables bandas de varios géneros musicales.
Dada su proximidad a la peatonal (1 cuadra) es, en temporada alta, el centro neurálgico de la localidad, además de que cuenta con una feria artesanal, y se proyectan espectáculos de distinta índole en el anfiteatro. La plaza cuenta con un Castillo Inflable, Puestos de Pochoclos, y paseos infantiles.
[cita requerida]

### Plaza Gauchos del Sur
La plaza cuenta con una arboleda y el Monumento al Bombero, justo frente al cuartel de bomberos voluntarios.
En dicha Plaza se emiten los Encuentros Santosveganos en el mes de febrero, se alquilan puestos artesanales, gastronómicos y un asador central para dicha fiesta. En 2013 como resultado del presupuesto participativo del año anterior, se ha construido en el otro extremo de la plaza, un skatepark público, senderos y asientos para descanso. 
[cita requerida]

### Plaza Domingo Faustino Sarmiento
Conocida por los lugareños como "la plaza del reloj", por el monumento que se erige allí, es otro de los puntos más concurridos de San Clemente dada su ubicación en pleno centro. Esta plaza cuenta con un Paseo Artesanal abierto todo el año, oficina de turismo, plaza deportiva, senderos, esculturas, variada vegetación y el Monumento al Nuevo Milenio.
En el año 2009 la plaza fue remodelada junto con otras del partido de La Costa, lo cual incluyó parquización (veredas, senderos, el traslado del paseo artesanal al medio de la plaza, bancos de madera y luminarias).
[cita requerida]

### Plaza Almirante Guillermo Brown
Esta plaza está en la bajada de una duna con arboleda y en la ladera se puede sentir el eco. La plaza cuenta con bancos públicos de madera y el monumento al Almirante Brown. Durante el verano es sede de la llamada "feria pulpo" y cuenta con espectáculos de artistas callejeros
[cita requerida]

### Plaza David Méndez
Esta plaza es el epicentro del tradicional asado de corvinas en la Fiesta Nacional de la Corvina Negra.
Además del asado, cuenta con puestos de venta de asado y artesanales/comerciales, se realizan números artísticos y, por protocolo, se sirve una mesa con el intendente municipal, representantes del municipio, y de la Comisión de Festejos de San Clemente, la Reina Nacional de la Corvina Negra, y sus princesas (en caso de ser elegida la noche anterior), y con las postulantes en el caso de que la reina no fuera aún elegida, hecho que entonces ocurrirá después del evento del asado de corvinas.
La Plaza cuenta con arboleda, juegos infantiles y un barco de hormigón - escenario de usos múltiples por el municipio o por los vecinos del barrio "El Puerto".
[cita requerida]

### Plaza Carlos Gardel
Esta plaza está ubicada al norte de la localidad donde termina la calle 1, es la plaza más grande de la ciudad aunque no es la principal. En dicha plaza hay mucha vegetación, juegos infantiles, mástil, un camino principal, asientos para el descanso, unos canteros muy característicos y una mini casa de madera.

## Eventos internacionales

### VI Congreso Iberoamericano de Educación Ambiental

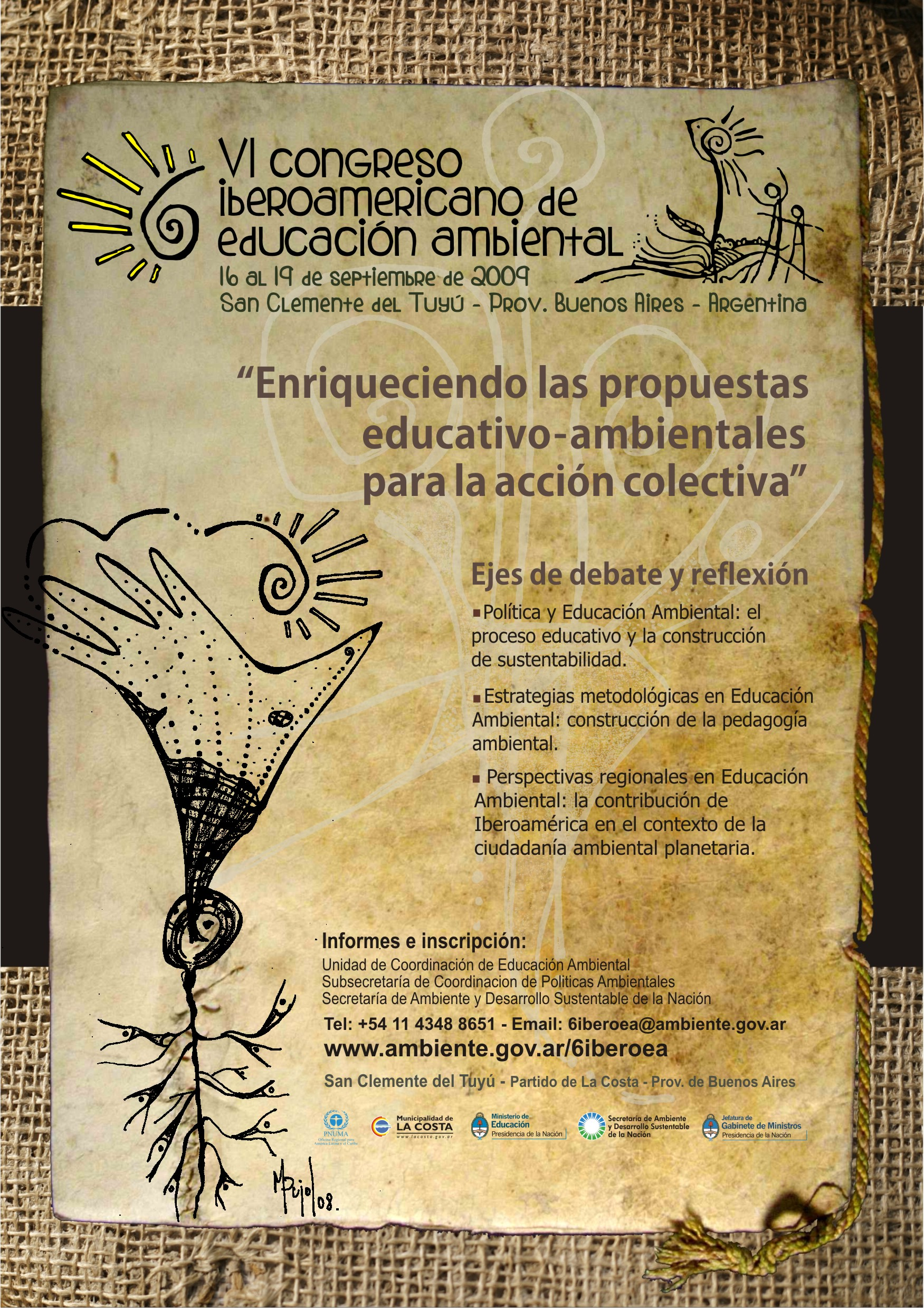
Afiche del VI Congreso Iberoamericano de Educación Ambiental.

Argentina fue sede del «VI Congreso Iberoamericano de Educación Ambiental» realizado del 16 al 19 de septiembre de 2009 en San Clemente del Tuyú bajo el lema «Enriqueciendo las propuestas educativo-ambientales para la acción colectiva». Participaron en este Congreso 4 500 asistentes de 22 países de Iberoamérica, entre los que se contaron miembros de organismos gubernamentales, las ONG, docentes, estudiantes, instituciones educativas, pueblos originarios, jóvenes, empresarios y profesionales.
Hasta el momento se habían celebrado cinco congresos: el I y II realizados en Guadalajara en 1992 y 1997; el III en Caracas en 2000; el IV en La Habana en 2003 y el V en Joinville en 2006. El Congreso Iberoamericano de Educación Ambiental representa un espacio para la integración regional de los educadores ambientales iberoamericanos y es el encuentro más relevante en la región sobre el tema.
El Congreso se erige en el momento oportuno para el debate sobre cómo promover que la educación ambiental se constituya en una política de estado que favorezca la construcción de sociedades sustentables.
Se debatió y se realizó aportes en torno a tres ejes: La política y la educación ambiental; las estrategias metodológicas en la educación ambiental así como la construcción del campo pedagógico ambiental y, finalmente, las perspectivas regionales en educación ambiental y la contribución de América Latina en el contexto de la ciudadanía ambiental planetaria.

## Ciudades hermanas
- San Clemente, California.[28]

## Parroquias católicas
| Diócesis  | Chascomús           |
| --------- | ------------------- |
| Parroquia | San Clemente Romano |